# Martin Bojowald
Martin Bojowald (Jülich, 18 de febrero de 1973) es un físico alemán que ahora trabaja en el Departamento de Física del Universidad Estatal de Pensilvania, en la que es miembro del Instituto para la Gravitación y el Cosmos. Antes de unirse a Universidad de Pennsilvania pasó varios años en el Instituto Max-Planck de Física Gravitacional, en Potsdam, Alemania. Bojowald es uno de los mayores expertos mundiales en gravedad cuántica de bucles y la cosmología física y se le atribuye el establecimiento del subcampo de la cosmología cuántica de bucles.
Martin Bojowald es autor de numerosos artículos científicos sobre gravedad cuántica. Además, es autor del libro de divulgación científica Antes del Big Bang (2010) (título original Zurück vor den Urknall) donde explica su propuesta de como la gravedad cuántica de bucles considera que el Big Bang es un estadio de mínimo volumen extendible a una solución que contiene un universo anterior al nuestro que colapsa hasta ocupar un espacio muy pequeño y de nuevo se expande para formar nuestro universo.